# عدد موتزکین
عدد موتزکین n ام، در ریاضیات عبارت است از تعداد روش‌های مختلف رسم وترهای غیر متقاطع بین n نقطه روی یک دایره به صورتی که هر نقطه الزاماً با یک وتر تماس ندارد). اعداد موتزکین به نام تئودور موتزکین نامگذاری شده‌اند و کاربردهای متنوعی در هندسه، ترکیبات و نظریه اعداد دارند.
اعداد موتزکین {\displaystyle M_{n}} برای {\displaystyle n=0,1,\dots } دنباله زیر را تشکیل می‌دهد:
۱، ۱، ۲، ۴، ۹، ۲۱، ۵۱، ۱۲۷، ۳۲۳، ۸۳۵، … (دنباله A001006 در OEIS)

## مثال‌ها
شکل زیر ۹ روش برای رسم وترهای غیر متقاطع بین ۴ نقطه روی یک دایره را نشان می‌دهد (M4 = ۹):
شکل زیر ۲۱ روش برای رسم وترهای غیر متقاطع بین ۵ نقطه روی یک دایره را نشان می‌دهد (M5 = ۲۱):

## خواص
اعداد موتزکین روابط بازگشتی را برآورده می‌کند:
{\displaystyle M_{n}=M_{n-1}+\sum _{i=0}^{n-2}M_{i}M_{n-2-i}={\frac {2n+1}{n+2}}M_{n-1}+{\frac {3n-3}{n+2}}M_{n-2}.}
اعداد موتزکین را می‌توان بر حسب ضرایب دوجمله ای و اعداد کاتالان نیز بیان کرد:
{\displaystyle M_{n}=\sum _{k=0}^{\lfloor n/2\rfloor }{\binom {n}{2k}}C_{k},}
و برعکس،
{\displaystyle C_{n+1}=\sum _{k=0}^{n}{\binom {n}{k}}M_{k}}
که نتیجه آن به صورت زیر خواهد بود:
{\displaystyle \sum _{k=0}^{n}C_{k}=1+\sum _{k=1}^{n}{\binom {n}{k}}M_{k-1}.}
تابع مولد {\displaystyle m(x)=\sum _{n=0}^{\infty }M_{n}x^{n}} از اعداد موتزکین نتیجه زیر را برآورد می‌کند:
{\displaystyle x^{2}m(x)^{2}+(x-1)m(x)+1=0}
و به صورت زیر بیان می‌شود:
{\displaystyle m(x)={\frac {1-x-{\sqrt {1-2x-3x^{2}}}}{2x^{2}}}.}
یک نمایش انتگرالی از اعداد موتزکین به صورت زیر است:
{\displaystyle M_{n}={\frac {2}{\pi }}\int _{0}^{\pi }\sin(x)^{2}(2\cos(x)+1)^{n}dx} .
آنها رفتار مجانبی نیز دارند:
{\displaystyle M_{n}\sim {\frac {1}{2{\sqrt {\pi }}}}\left({\frac {3}{n}}\right)^{3/2}3^{n},~n\to \infty } .
عدد اول موتزکین یک عدد موتزکین است که جزء اول است. از سال ۲۰۱۹، فقط چهار عدد اول از این قبیل شناخته شده‌است:
2, 127, 15511, 953467954114363 (دنباله A092832 در OEIS)

## تفاسیر ترکیبی
عدد موتزکین برای n نیز تعداد دنباله‌های اعداد صحیح مثبت به طول n − ۱ است که در آن عناصر آغازین و انتهایی ۱ یا ۲ هستند و تفاوت بین هر دو عنصر متوالی −1، ۰ یا ۱ است.
به‌طور مشابه، عدد موتزکین برای n هم تعداد دنباله‌های اعداد صحیح مثبت به طول n + 1 است که در آن عناصر آغازین و انتهایی ۱ هستند و تفاوت بین هر دو عنصر متوالی −1، ۰ یا ۱ است.
همچنین، عدد موتزکین برای n بیانگر تعداد مسیرها در ربع سمت راست بالای یک شبکه از مختصات (۰، ۰) تا مختصات (n، ۰) در n مرحله است به صورتی که فقط مجاز باشد به سمت راست حرکت کرد (بالا، پایین یا مستقیم) ولی در هر مرحله فرو افتادن به زیر محور y = ۰ ممنوع است.
به عنوان مثال، شکل زیر ۹ مسیر معتبر موتزکین را از (۰، ۰) تا (۴، ۰) نشان می‌دهد:
حداقل چهارده نمود مختلف از اعداد موتزکین در شاخه‌های مختلف ریاضیات وجود دارد، به شکلی که (Donaghey و Shapiro 1977) در بررسی اعداد موتزکین برشمرده اند. (Guibert، Pergola و Pinzani 2001) نشان دادند که چرخه‌های وکسیلاری با اعداد موتزکین شمارش می‌شوند.